# Uttersbergs herrgård
Inte att blanda ihop med Uttersbergs herrgård, i Skinnskatteberg.
Uttersbergs herrgård är en herrgård i Norrköpings kommun (Krokeks socken), Östergötlands län.

## Historia
Uttersbergs herrgård är belägen vid Svinsjön i Krokeks socken i Lösings härad. Ägorna donerades till sekreteraren Peder Månsson Utter som var anhängare av kung Sigismund. Två tidigare gårdar vid namn Berg slogs samman till en ny fastighet, där gårdsnamnet kombinerades med Utters släktnamn för att bilda det nya säteriet Uttersberg.
Utter var fängslad under två år och var sedan bosatt på gården fram till sin död 1623. Efter Utters död ägdes gården av hans änka Birgitta Simonsdotter. Därefter av sönerna överstelöjtnanten Anders Utter (död 1640) och översten Johan Utter (död 1654). Gården reducerades 1683 till två donationshemman. Därefter ägdes gården av Peder Utter (död 1694) och i början av 1700-talet av Stavsjö bruk, Kila socken. På 1860-talet såldes gården till inspektor Karl F. Bergström och 1878 till August Casparsson.